# منطقه نفوذ

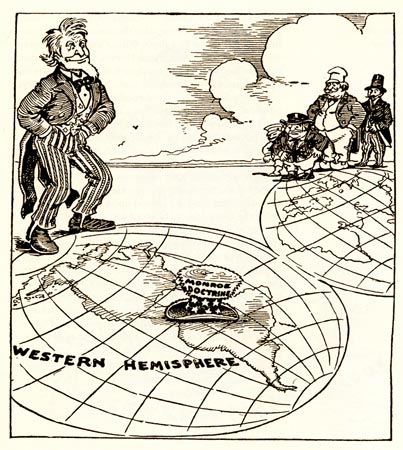
کاریکاتوری در روزنامه ۱۹۱۲ که تأثیر ایالات متحده در آمریکای لاتین را پس از دکترین مونرو برجسته می‌کند.

منطقه نفوذ یا حوزه نفوذ (به انگلیسی: Sphere of influence) در روابط بین‌الملل به سلطه یا نفوذ فرهنگی، اقتصادی، نظامی یا سیاسی یک کشور در منطقه‌ای بیرون از مرزهای خود و جدای از حاکمیتی که بر آن منطقه سلطه دارد، گفته می‌شود. با اینکه ممکن است این نفوذ به صورت رسمی در معاهده‌ها یا توافق‌نامه‌ها عقد شده باشد، در بسیاری موارد نفوذی غیررسمی است که بر اساس قدرت نرم کشور نفوذکننده شکل می‌گیرد.
اگرچه ممکن است یک اتحاد رسمی یا سایر تعهدات معاهده ای بین افراد تحت تأثیر و تأثیرگذار وجود داشته باشد، اما چنین تنظیمات رسمی لازم نیست و تأثیر اغلب می‌تواند نمونه ای از قدرت نرم باشد. به همین ترتیب، یک اتحاد رسمی لزوماً به معنای قرار گرفتن یک کشور در حوزه نفوذ کشور دیگر نیست. انحصارطلبی بالا از نظر تاریخی با درگیری بالاتر همراه بوده‌است.
در موارد شدیدتر، ممکن است کشوری در «حوزه نفوذ» کشور دیگر به یک شرکت تابعه از آن کشور تبدیل شود و در واقع به عنوان یک کشور ماهواره یا مستعمره واقعی عمل کند. سیستم حوزه‌های نفوذ که توسط آن ملت‌های قدرتمند در امور دیگران دخالت می‌کنند تا به امروز ادامه دارد. اغلب از نظر ابرقدرت‌ها، قدرت‌های بزرگ یا قدرتهای میانی تحلیل می‌شود.
بعضی اوقات بخشهایی از یک کشور واحد می‌توانند در دو حوزه نفوذ متمایز قرار بگیرند. در دوران استعمار، کشورهای حائل ایران و تایلند، به ترتیب بین امپراتوری‌های انگلیس / روسیه و انگلیس / فرانسه، بین حوزه‌های نفوذ قدرت‌های شاهنشاهی تقسیم شده بودند. به همین ترتیب، پس از جنگ جهانی دوم، آلمان به چهار منطقه اشغالگر تقسیم شد که بعداً در آلمان غربی و آلمان شرقی ادغام شد، اولی عضو ناتو و دومی عضو پیمان ورشو بود.
این اصطلاح همچنین برای توصیف موقعیت‌های غیر سیاسی استفاده می‌شود، به عنوان مثال، گفته می‌شود که یک مرکز خرید دارای یک حوزه نفوذ است که منطقه جغرافیایی را تعیین می‌کند که در آن بر تجارت خرده فروشی تسلط دارد.

## تاریخچه

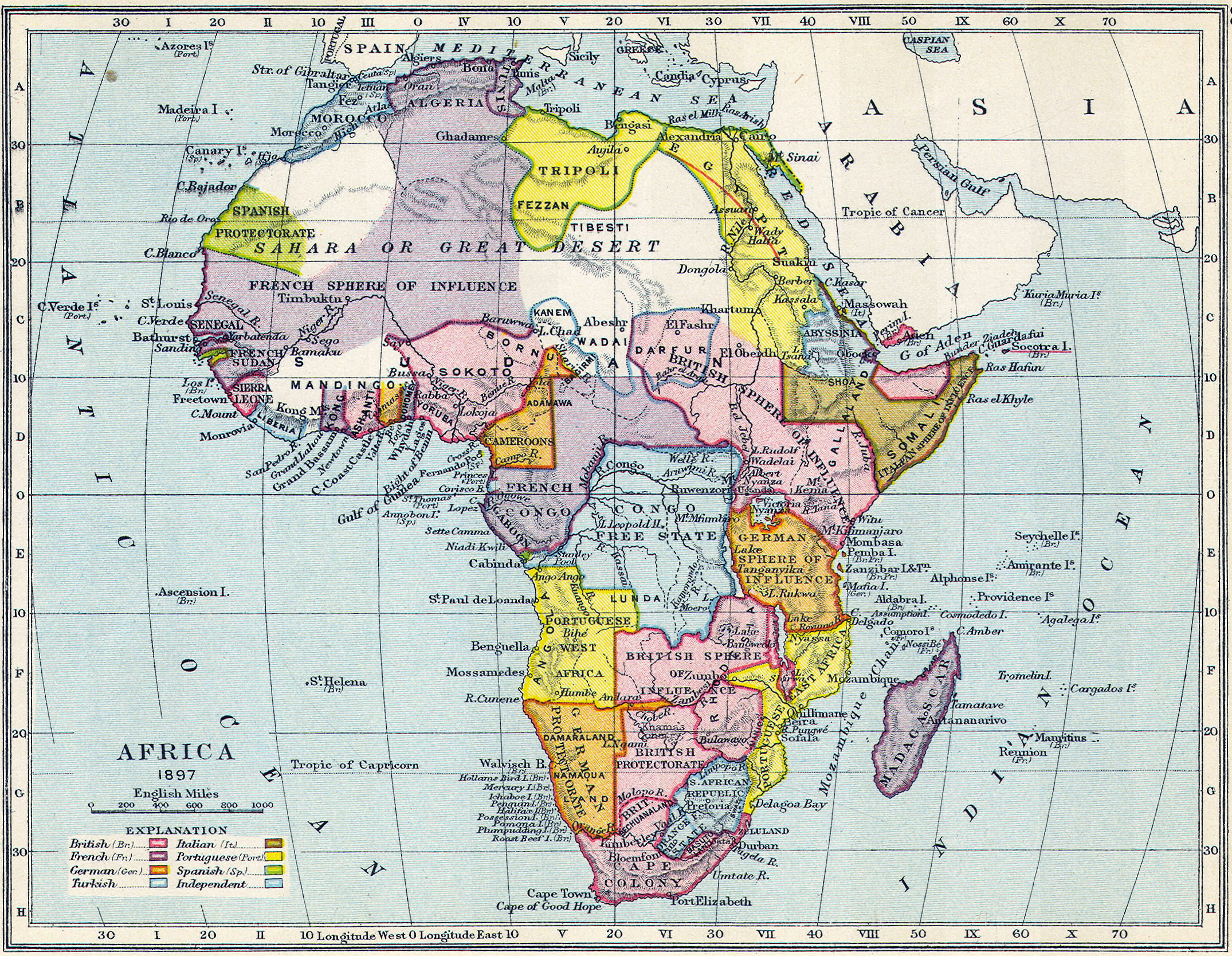
نقشه آفریقا در سال ۱۸۹۷ «حوزه‌های نفوذ» اروپا را نشان می‌دهد.

بسیاری از دولت‌های قدرتمند در قرن‌های گذشته دارای دولت‌های تبعی بودند که سلسله بومی آنها تصدی قدرت بزرگ را تصدیق می‌کردند.
به بسیاری از مناطق جهان، نفوذ فرهنگی که از یک حوزه تأثیر قبلی به ارث رسیده، می‌پیوندد، حتی اگر دیگر تحت کنترل سیاسی نباشد. به‌عنوان مثال می‌توان از فضای انگلیسی، جهان عرب، یوروسفر، سازمان بین‌المللی فرانکفونی، فرانسافریک، ژرمنوسفر، ایندوسفر، هیسپانیداد، اروپای لاتین/آمریکای لاتین، لوسوفونی، پان‌ترکیسم، حوزه فرهنگی شرق آسیا، پان اسلاویسم، جهان مالایی و بسیاری موارد دیگر نام برد.

## دوران جدید امپریالیسم

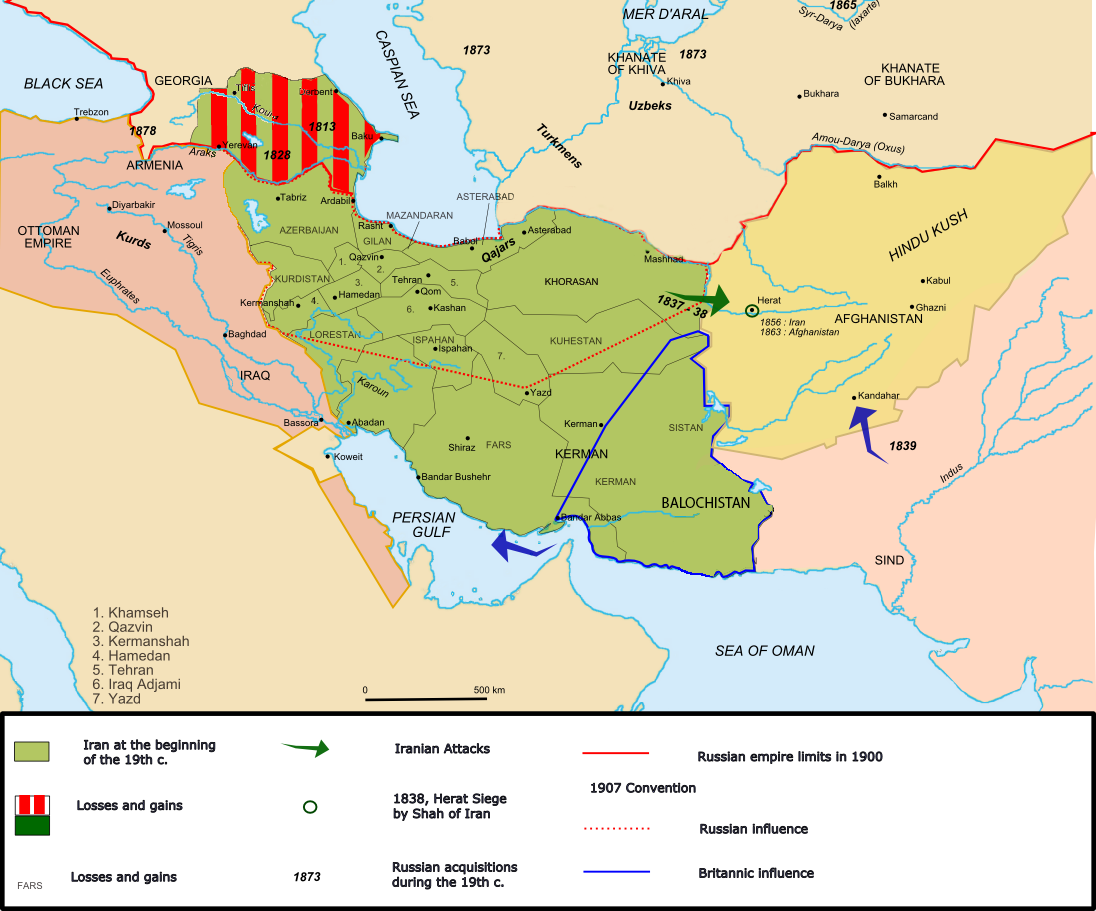
منطقه نفوذ انگلیس و روسیه در ایران

در کنوانسیون انگلیس و روسیه در سال ۱۹۰۷، انگلیس و روسیه پارس (ایران) را به مناطق نفوذ تقسیم کردند، روس‌ها برای نفوذ در بیشتر مناطق شمالی ایران به رسمیت شناخته شدند و انگلیس منطقه ای در جنوب شرقی ایجاد کرد.
برای سیام (تایلند)، انگلیس و فرانسه توافق‌نامه‌ای را در سال ۱۹۰۴ امضا کردند که به موجب آن انگلیسی‌ها حوزه نفوذ فرانسه را در شرق رودخانه منام (رود چائو پرایا) به رسمیت شناختند. به نوبه خود، فرانسوی‌ها نفوذ انگلیس را در قلمرو واقع در غرب حوزه منام و غرب خلیج تایلند تشخیص دادند. هر دو طرف هرگونه ایده‌آلحاق قلمرو سیامی را رد کردند.

### چین

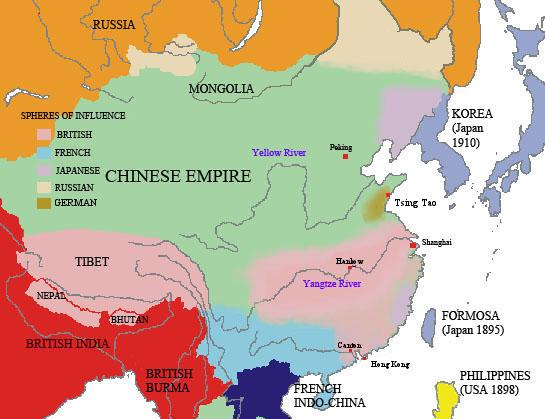
حوزه‌های نفوذ در امپراتوری چین در اوایل قرن ۲۰

در اواخر قرن نوزدهم و اوایل قرن بیستم در چین، انگلیس، فرانسه، آلمان و روسیه، ژاپن دارای اختیارات ویژه ای در مناطق وسیع بر اساس تأمین «تعهدات غیر از خودبیگانگی» برای «حوزه‌های علاقه» خود بود. فقط ایالات متحده به دلیل جنگ آمریکا و اسپانیا قادر به شرکت نبود. این حملات با استفاده از حملات نظامی یا تهدید مقامات چینی برای امضای معاهدات نابرابر و «اجاره نامه‌های طولانی مدت» صورت گرفت.
در اوایل سال ۱۸۹۵، فرانسوی‌ها ادعای گوی در جنوب غربی چین را داشتند. در دسامبر ۱۸۹۷ قیصر آلمانی ویلهلم دوم قصد خود را برای تصرف قلمرو در چین اعلام کرد، و این امر باعث تشدید مرزهای نفوذ در چین شد. دولت آلمان، در استان شاندونگ، کنترل انحصاری وامهای توسعه، استخراج معادن و مالکیت راه‌آهن را به دست آورد در حالی که روسیه کره ای را در سراسر قلمرو شمال دیوار بزرگ به دست آورد، علاوه بر معافیت مالیاتی قبلی برای تجارت در مغولستان و سین کیانگ، قدرت اقتصادی مشابه آلمان بر استانهای Fengtian , Jilin و Heilongjiang. فرانسه بر فراز یوننان، بیشتر استانهای گوانگشی و گوانگدونگ، ژاپن بر فراز استان فوجیان، و امپراتوری بریتانیا بر کل دره رودخانه یانگ تسه (به عنوان تمام استان‌های مجاور رود یانگ تسه و همچنین استانهای هنان و ژجیانگ parts of)، بخشهایی از استانهای گوانگدونگ و گوانگشی و بخشی از تبت. تنها درخواست ایتالیا برای استان ژجیانگ توسط دولت چین رد شد. این مناطق شامل مناطق اجاره و امتیاز نیست که قدرت‌های خارجی از اختیار کامل برخوردار بودند.
در سال ۱۹۰۲، وینستون چرچیل در مورد تقسیم چین توسط قدرتهای بزرگ سخنرانی کرد، جایی که وی اظهار داشت که «ما باید چینی‌ها را در دست بگیریم و آنها را تنظیم کنیم»، «من به تقسیم نهایی چین اعتقاد دارم» و «سهام آریا قطعاً پیروز خواهد شد».

### آمریکا
الکساندر همیلتون، اولین وزیر خزانه‌داری آمریکا، قصد داشت ایالات متحده حوزه نفوذ خود را در آمریکای شمالی ایجاد کند. همیلتون، که در مجله‌های فدرالیست می‌نویسد، آرزو داشت که ایالات متحده به مقام قدرت جهانی برسد و قدرت اخراج قدرت‌های اروپایی از قاره آمریکا را به‌دست آورد، و این خود جبهه تسلط منطقه ای در میان ملت‌های آمریکا را به دست آورد، اگرچه بیشتر جهان جدید اروپایی بود مستعمرات در آن دوره.
این دکترین در زمان رئیس‌جمهور جیمز مونرو، که ادعا می‌کرد جهان جدید به عنوان حوزه نفوذ و از تجاوزات اروپا حذف شده، رسمیت یافت. این «دکترین مونرو» نامیده شد. همان‌طور که ایالات متحده به عنوان یک قدرت جهانی ظهور کرد، تعداد کمی از ملتها جرأت تخلف در این حوزه را داشتند. استثنای قابل توجهی در اتحاد جماهیر شوروی و بحران موشکی کوبا رخ داد.
از سال ۲۰۱۸، وزیر امور خارجه رکس تیلرسون به اشاره به آموزه مونرو برای تبلیغ ایالات متحده به عنوان شریک تجاری ترجیحی منطقه نسبت به سایر ملتها مانند چین ادامه داد.

## جنگ جهانی دوم
برای مثال دیگر، امپراتوری ژاپن در اوج وجود خود در جنگ جهانی دوم، از نفوذ بسیار گسترده‌ای برخوردار بود. دولت ژاپن به‌طور مستقیم بر حوادث کره، ویتنام، تایوان و مناطقی از سرزمین اصلی چین نظارت داشت؛ بنابراین می‌توان «کره بزرگ سعادت آسیای شرقی بزرگ» را به راحتی روی نقشه اقیانوس آرام به صورت «حباب» بزرگی که جزایر ژاپن و کشورهای آسیایی و اقیانوسیه را تحت کنترل خود دارد، ترسیم کرد.

### پایان جنگ جهانی دوم
از سال ۱۹۴۱ و حمله آلمان به اتحاد جماهیر شوروی، ائتلاف متفقین با این فرضیه نانوشته که قدرت‌های غربی و اتحاد جماهیر شوروی دارای هر یک از حوزه‌های نفوذ خود بودند، عمل کردند. با محدود شدن قلمرو تحت کنترل نازی‌ها و قدرت‌های متحد به‌طور متوالی سایر کشورها را آزاد کردند، فرض حقوق محدود نشده ایالات متحده-انگلیس و شوروی در حوزه‌های مرتبط باعث ایجاد مشکلاتی شد. حوزه‌های جنگ فاقد یک تعریف عملی بود و هرگز مشخص نشده بود که آیا یک قدرت متحد مسلط فقط در زمینه فعالیت‌های نظامی مجاز به تصمیمات یک جانبه است یا می‌تواند اراده خود را در مورد آینده سیاسی، اجتماعی و اقتصادی سایر کشورها تحمیل کند. این سیستم غیررسمی بیش از حد در اواخر مراحل جنگ و پس از آن، هنگامی که معلوم شد اتحاد جماهیر شوروی و متحدان غربی عقاید بسیار متفاوتی در مورد اداره و توسعه آینده مناطق آزاد شده و خود آلمان دارند، عکس العمل معکوس داد.

## جنگ سرد
در طول جنگ سرد، کشورهای بالتیک، اروپای مرکزی، برخی از کشورهای اروپای شرقی، کوبا، لائوس، ویتنام، کره شمالی و تا زمان انشعاب چین و شوروی و انشعاب تیتو استالین، جمهوری خلق چین و فدرال خلق گفته می‌شود جمهوری یوگسلاوی، در میان کشورهای دیگر در دوره‌های مختلف، تحت حوزه نفوذ شوروی قرار دارد. گفته می‌شود که اروپای غربی، اقیانوسیه، ژاپن و کره جنوبی در جاهای دیگر تحت حوزه نفوذ ایالات متحده قرار دارند. با این حال، سطح کنترل اعمال شده در این حوزه‌ها متفاوت بود و مطلق نبود. به عنوان مثال، فرانسه و انگلستان توانستند برای حمله به کانال سوئز (با اسرائیل) به‌طور مستقل عمل کنند (بعداً با فشار مشترک ایالات متحده و شوروی مجبور به عقب‌نشینی شدند). بعداً فرانسه نیز توانست از بازوی نظامی سازمان پیمان آتلانتیک شمالی (ناتو) خارج شود. کوبا غالباً مواضعی اتخاذ می‌کرد که با متحد شوروی خود در تضاد باشد، از جمله اتحاد لحظه ای با جمهوری خلق چین، سازماندهی مجدد اقتصادی و حمایت از شورشیان در آفریقا و آمریکا بدون تأیید قبلی اتحاد جماهیر شوروی.

## دوران معاصر
پس از سقوط اتحاد جماهیر شوروی، کشورهای اروپای شرقی، قفقاز و آسیای میانه که مستقل شدند اغلب به عنوان بخشی از «حوزه نفوذ» فدراسیون روسیه به تصویر کشیده شدند. طبق گفته اولریش اسپک، برای کارنگی اروپا نوشت: «پس از فروپاشی اتحاد جماهیر شوروی، تمرکز غرب بر روسیه بود. ملل غربی به‌طور ضمنی با کشورهای پس از شوروی (علاوه بر کشورهای بالتیک) به عنوان حوزه نفوذ روسیه رفتار می‌کردند.»